# Aenasius indicus
Aenasius indicus är en stekelart som först beskrevs av Narayanan och Subba Rao 1961.  Aenasius indicus ingår i släktet Aenasius och familjen sköldlussteklar. Inga underarter finns listade i Catalogue of Life.